# アルカディアよ永遠に
『アルカディアよ永遠に』（アルカディアよとわに）は宝塚歌劇団のミュージカル作品。花組公演。
形式名は「グランド・レビュー」。16場。
併演作品は『春の踊り』-花と夢と愛と-。
1982年3月19日から5月6日まで（第一回・新人公演：4月9日、第二回・新人公演：4月23日）宝塚大劇場で公演された。東京では未公演。

## 解説
古代ギリシアに存在したという妖精の国「アルカディア」を舞台に、王女たちの危機を救う若者たちの活躍をファンタスティックに描いた作品。
「グランド・レビュー」という形式名であるが、ストーリーのある舞台作品。68期生初舞台公演。

## あらすじ
※『宝塚歌劇100年史（舞台編）』の宝塚大劇場公演のページを参照
愛と平和と音楽とメルヘンのどれか一つが欠けても存在しない、人間の理想郷「アルカディア」。しかしカイゼル・クローンはそれを否定し、美しい花園は踏み荒らされた。妹姫のオードリーは救ってくれる人物を求め、ニューヨークへ。ミュージシャンのジョーはハリーらと共にアルカディアに向かう。

## 主な配役
※「（）」は新人公演・配役
- ジョー - 松あきら（第一回：瀬川佳英、第二回：如月巳麗）[2]
- ハリー - 順みつき（第一回：梓のぼる、第二回：翼悠貴）[2]
- オードリー - 若葉ひろみ（第一回：ひびき美都、第二回：水原環）[2]
- サラ - 姿晴香（第一回：佐保雅世、第二回：峰丘奈知）[2]

## スタッフ
- 作・演出：大関弘政[1]
- 作曲・編曲：中元清純[3]
- 編曲[3]：小高根凡平、鞍富真一
- 音楽指揮：溝口堯[3]
- 振付[3]：羽山紀代美、名倉加代子、謝珠栄
- 装置[3]：石浜日出雄、関谷敏昭
- 衣装：静間潮太郎[3]
- 照明：今井直次[4]
- 音響：松永浩志[4]
- 小道具：万波一重[4]
- 効果：川ノ上智洋[4]
- 合唱指導：十時一夫[4]
- 演出補：三木章雄[4]
- 演出助手：小池修一郎[4]
- 制作：田中拓助[4]